# Katalin Szegedi
Katalin Szegedi, född 1963 i Budapest, är en ungersk författare och illustratör.